# حيرة وشباب (فلم)
حيرة وشباب هو فيلم مصري عرض عام 1962، بطولة تحية كاريوكا وأحمد مظهر وليلى طاهر ومحمود المليجي، ومن تأليف وإخراج زهير بكير.

## قصة الفيلم
يفقد الشقيقان والديهما وهما في سن الطفولة، وتهتم بهما امرأة فقيرة تدير مقهى، يعمل الأخ الأكبر ليواصل دراسته وحتى يستطيع أن يحصل على وظيفة في إحدى الشركات ليساعد شقيقه الأصغر على تكملة دراسة الطب، يقع الاثنان بحب فتاة واحدة، ليقرر الاخ الأكبر أن يضحي، وتتصاعد الأحداث.

## طاقم التمثيل
- تحية كاريوكا: (ستهم)
- أحمد مظهر: (أمين)
- ليلى طاهر: (سميرة)
- محمود المليجي: (حمدي)
- سهام سامي: (ميرفت)
- ياسمين: (إحسان)
- زهير صبري
- الدكتور شديد: (الدكتور شديد)
- محمد أحمد المصري: (أبو لمعة)
- حسين عبد النبي
- ناهد صبري
- محمود عبد العزيز
- عبد البديع العربي
- كوثر رمزي: (سنية)
- محمد عبد السلام
- لولا عبده
- سهير عبده
- فافي مجدي
- دوللي
- أحمد بالي
- خيري القليوبي: (حسين)
- وفاء شريف
- شكوكو الصغير
- الثلاثي الطروب
- وجدي العربي: (حمدي - طفل)
- عماد حمدي: (أمين - طفل)
- ليلى أنور
- مقبولة علم الدين
- رويدا
- سامية أحمد
- نوال الجزائرية
- عبد القادر حسين: (المريض)

## فريق العمل
- إخراج: زهير بكير
- قصة: زهير بكير
- سيناريو: زهير بكير، أحمد حسن سعد
- حوار: أحمد شكري
- مدير التصوير: مصطفى حسن
- مونتاج: عبد العزيز فخري، فتحي داود
- إنتاج: أفلام وليم إسكندر
- توزيع: أفلام إدوار خياط